# Hydrobiidae
Los hidróbidos o hidrobíidos (Hydrobiidae) son una gran familia de pequeños caracoles con opérculo. Pueden reproducirse por partenogénesis.

## Subfamilias[1]
- Hydrobiinae Stimpson, 1865
- Belgrandiinae de Stefani, 1877
- Clenchiellinae D.W. Taylor, 1966
- Cochliopinae Tryon, 1866
- Islamiinae Radoman, 1973
- Nymphophilinae D.W. Taylor, 1966
- Pseudamnicolinae Radoman, 1977
- Pyrgulinae Brusina, 1882 (1869)
- Tateinae Thiele, 1925

Amnicolidae se considera como una familia diferente que incluye las subfamilias Amnicolinae, Baicaliinae y Emmerciinae; aunque es de advertir que las investigaciones genéticas que precisan y confirman la conformación de la subfamilia Cochliopinae, encuentran relaciones entre el género Antroselates antes considerado dentro de ella y la familia Pomatiopsidae, así como con el género Amnicola (familia Amnicolidae), pero sin que aún se defina si las actuales familias Pomatiopsidae y Amnicolidae deben integrarse, conjuntamente con Cochliopinae, en la ya propuesta nueva familia Cochliopidae. Lithoglyphidae se considera ahora una familia aparte que incluye las subfamilias Lithoglyphinae y Benedictiinae. Istrianidae y Sadlerianidae son frecuentemente consideradas ahora como parte de la subfamilia Belgrandiinae. 
El género prototipo de la familia Hydrobiidae es Hydrobia Hartmann, 1821.